# Ali LeRoi
Ali LeRoi (Chicago, Illinois, 12 de Fevereiro de 1962) é um produtor de televisão, escritor e diretor estadunidense, mais conhecido por ser produtor executivo da sitcom Everybody Hates Chris, do The CW, junto com o seu amigo comediante Chris Rock. Também atuou como produtor do filme Head of State. Teve um total de 5 filmes, sendo em 4 como diretor e um como roteirista.
Ali LeRoi já fez comédia, apesar de ser avaliado com potencial para ator ele nunca atuou em nenhum filme.
LeRoi frequentou a Escola Técnica Lindblom.